# Poperczyn
Poperczyn – wieś w Polsce położona w województwie lubelskim, w powiecie krasnostawskim, w gminie Żółkiewka.
W latach 1975–1998 miejscowość administracyjnie należała do województwa zamojskiego. 
Wieś stanowi sołectwo gminy Żółkiewka. Według Narodowego Spisu Powszechnego (III 2011 r.) wieś liczyła 160 mieszkańców.
Wieś wzmiankowana przed rokiem 1406. W miejscowości mieści się remiza OSP.

## Wspólnoty wyznaniowe
- Wierni Kościoła rzymskokatolickiego należą do parafii w Olchowcu[11].
- Świadkowie Jehowy: zbór, Sala Królestwa[12]. W czerwcu 1946 roku w sąsiedniej wsi Borówek odbyło się pierwsze powojenne zgromadzenie Świadków Jehowy z udziałem 1500 osób. Chrzest odbył się w Poperczynie, w rzece Żółkiewka. Przyjęło go 260 osób[13][14].

## Środowisko naturalne
- Przez miejscowość przepływa rzeka Żółkiewka, dopływ Wieprza.